# 米爾德梅綫
米爾德梅綫（英語：Mildmay line）是英國倫敦地上鐵的一條行走於北倫敦綫和西倫敦綫的通勤鐵路路綫，路線圖中以藍色空心綫表示。它接駁倫敦西南市郊地區的里奇蒙區和巴特西至倫敦東部的史特拉福。除了屬於北倫敦綫的里奇蒙站（第四區）至阿克頓中央站（第三區）一段外，所有米爾德梅綫的車站都位於倫敦軌道運輸收費區的第二區，它又與倫敦地上鐵溫德魯什綫連成一個圍繞第一區外圍的準環線，為倫敦客運鐵路系統提供了舒緩最繁忙的第一區客流的分流繞道。

## 歷史
倫敦交通局自2007年11月從專營權持有公司銀連接管北倫敦綫和西倫敦綫後就一直以倫敦地上鐵的品牌營運行走於兩條鐵路網的通勤鐵路服務。雖然同時起倫敦地上鐵還開始營運其他回收自銀連的倫敦通勤鐵路服務，即沃特福德直流電鐵線（雌獅綫）和福音橡至柏京線（婦政綫），但其下所有鐵路綫除了以路線終點站區分外，站務資訊和路線圖中都清一色以「倫敦地上鐵」和相同的橙色空心綫標識。倫敦交通局於2024年2月公佈包括「米爾德梅綫」在內方便乘客區分所有地上鐵服務的六個獨有名字和顏色，為兌現倫敦市長簡世德2021年的連任競選承諾。「米爾德梅」（Mildmay）一名出自位於貝思納爾綠地的米爾德梅教會醫院，該醫院聞名於專門治療感染了肆虐於1980年代的愛滋病的患者，不過該醫院的地理位置更接近倫敦地上鐵的溫德魯什綫。所有地上鐵路線獨有名字和顏色於2024年11月起逐步更新到車站、車廂和網上乘客資訊中。

## 車務
米爾德梅綫列車停靠所有北倫敦綫和西倫敦綫的車站，兩綫於威爾斯登交匯站匯合。威爾斯登交匯站至斯特拉特福站屬於北倫敦線的一部分，一般情況下西倫敦線全數米爾德梅綫列車直通運行至斯特拉特福站，僅有極少量頭尾班車以威爾斯登交匯站為東行終點/西行始發站。
| 每小時班次 | 終點站         | 終點站       |
| ---------- | -------------- | ------------ |
| 4          | 克拉珀姆交匯站 | 斯特拉特福站 |
| 4          | 里奇蒙站       | 斯特拉特福站 |

官方的米爾德梅綫列車時間表中還會標識由南方鐵路提供來往沃特福德交匯站和東克洛頓站的特殊列車班次，它與米爾德梅綫共用西倫敦綫的克拉珀姆交匯站至牧者叢車站之間的路軌和車站。儘管與雌獅綫同樣前往沃特福德交匯站，但在離開牧者叢站後就進入西海岸主線而非並排的沃特福德直流電鐵線，停靠的站數亦比同路段的雌獅綫要少。這路線每日提供約一小時一班列車的服務。

## 車站列表
全線位於大倫敦市內。
| 所屬 收費區 | 中文站名                  | 英文站名 | 轉乘路線                                                 | 所在地              |
| 西倫敦綫    | 西倫敦綫                  | 西倫敦綫 | 西倫敦綫                                                 | 西倫敦綫            |
| ----------- | ------------------------- | -------- | -------------------------------------------------------- | ------------------- |
| 2           | 克拉珀姆交匯              |          | 溫德魯什綫、 南方鐵路及西南鐵路                          | 旺茲沃思區          |
| 2           | 帝國碼頭                  |          | 南方鐵路                                                 | 漢默史密斯-富勒姆區 |
| 2           | 西布朗普頓                |          | 區域線、 南方鐵路                                        | 肯辛頓-切爾西區     |
| 2           | 肯辛頓（奧林匹亞）        |          | 區域線、 南方鐵路                                        | 肯辛頓-切爾西區     |
| 2           | 牧者叢                    |          | 南方鐵路、站外轉乘：牧者叢 （ 中央線）                   | 漢默史密斯-富勒姆區 |
| 北倫敦綫    |                           |          |                                                          |                     |
| 4           | 里奇蒙                    |          | 區域線                                                   | 泰晤士河畔列治文區  |
| 3/4         | 邱園                      |          | 區域線                                                   | 泰晤士河畔列治文區  |
| 3           | 古納斯伯里                |          | 區域線                                                   | 豪恩斯洛區          |
| 3           | 南阿克頓                  |          |                                                          | 伊靈區              |
| 3           | 阿克頓中央                |          |                                                          | 伊靈區              |
| 2/3         | 威爾斯登交匯              |          | 貝克盧線、 雌獅綫。米爾德梅綫服務分支點                  | 布倫特區            |
| 2           | 肯薩台                    |          |                                                          | 布倫特區            |
| 2           | 布朗德斯伯里公園          |          |                                                          | 布倫特區            |
| 2           | 布朗德斯伯里              |          | 站外轉乘：基爾伯恩（ 銀禧線）                            | 布倫特區            |
| 2           | 西漢普斯特德              |          | 站外轉乘：西漢普斯特德 （ 銀禧線）                       | 卡姆登區            |
| 2           | 芬奇利路及 弗格納爾       |          | 站外轉乘：芬奇利路 （ 大都會線、 銀禧線）                | 卡姆登區            |
| 2           | 漢普斯泰德荒原            |          |                                                          | 卡姆登區            |
| 2           | 福音橡                    |          | 婦政綫                                                   | 卡姆登區            |
| 2           | 肯蒂什鎮西                |          | 站外轉乘：肯蒂什鎮 （ 北線、 泰晤士連線）                | 卡姆登區            |
| 2           | 卡姆登路                  |          | 站外轉乘：卡姆登鎮 （ 北線）                             | 卡姆登區            |
| 2           | 卡利多尼安路 及巴恩斯伯里 |          |                                                          | 伊斯靈頓區          |
| 2           | 高貝里及伊斯靈頓          |          | 溫德魯什綫、 維多利亞線、 北城市線                       | 伊斯靈頓區          |
| 2           | 卡農伯里                  |          | 溫德魯什綫                                               | 伊斯靈頓區          |
| 2           | 達爾斯頓京士蘭            |          | 站外轉乘：達爾斯頓交匯（ 溫德魯什綫）                    | 哈克尼區            |
| 2           | 哈克尼中央                |          | 站內站外皆可轉乘：哈克尼唐斯 （ 紡織工綫、 大盎格利亞）  | 哈克尼區            |
| 2           | 霍默頓                    |          |                                                          | 哈克尼區            |
| 2           | 哈克尼維克                |          |                                                          | 哈克尼區            |
| 2/3         | 斯特拉福德                |          | 中央線、 銀禧線、 碼頭區輕便鐵路 伊利沙伯線、 大東部主線 | 紐漢區              |